# Victor Jory
Victor Jory (23 de novembro de 1902 – 12 de fevereiro de 1982) foi uma ator norte-americano nascido no Canadá.
Jory nasceu a 1902 em Dawson City, Yukon, no Canadá e morreu a 1982 em Santa Mônica, Califórnia, Estados Unidos, com a idade de 79 anos.

## Filmografia parcial
- Infernal Machine (1933)
- State Fair (1933)
- Madame DuBarry (1934)
- The Adventures of Tom Sawyer (1938)
- Each Dawn I Die (1939)
- The Kansan (1943)
- The Loves of Carmen (1948)
- Canadian Pacific (1949)
- Fighting Man of the Plains (1949)
- The Cariboo Trail (1950)
- Flaming Feather (1952)
- Cat-Women of the Moon (1953)
- The Man from the Alamo (1953)
- Valley of the Kings (1954)
- Blackjack Ketchum, Desperado (1956)
- The Man Who Turned to Stone (1957)
- The Last Stagecoach West (1957)
- The Fugitive Kind (1959)